# Cmentarz żydowski w Węgorzynie
Cmentarz żydowski w Węgorzynie – nieistniejący kirkut w Węgorzynie przy obecnej ul. Zielonej. Powstał w 1820 lub 1836 roku. Przed 1939 miał powierzchnię 0,06 ha. Znajdowało się na nim około 100 macew. Po 1945 padł ofiarą wandali i zarósł. W 1998 teren kirkutu został podzielony na 2 części. Na jednej z nich, porośniętej krzakami rósł dąb, ale nie było śladu po macewach, na drugiej w 1995 został wybudowany budynek mieszkalny.